# Gravere
Gravere is een gemeente in de Italiaanse provincie Turijn (regio Piëmont) en telt 736 inwoners (31-12-2004). De oppervlakte bedraagt 18,7 km², de bevolkingsdichtheid is 39 inwoners per km².

## Demografie
Gravere telt ongeveer 359 huishoudens. Het aantal inwoners steeg in de periode 1991-2001 met 10,5% volgens cijfers uit de tienjaarlijkse volkstellingen van ISTAT.
| Jaar | Inwoneraantal |
| ---- | ------------- |
| 1991 | 617           |
| 2001 | 682           |

## Geografie
Gravere grenst aan de volgende gemeenten: Giaglione, Susa, Chiomonte, Meana di Susa, Usseaux.